# Алексєєв Микита Олексійович
Микита Олексійович Алексєєв (нар. 1 червня 1892, місто Київ Київської губернії — розстріляний 2 вересня 1937, місто Київ) — радянський комуністичний діяч, 1-й секретар Вінницького обкому КП(б)У, голова Дніпропетровського облвиконкому. Член ЦК КП(б)У в червні 1930 — липні 1937 р. Член Організаційного бюро ЦК КП(б)У в листопаді 1931 — січні 1932 р. Кандидат у члени Політичного бюро ЦК КП(б)У в січні 1932 — червні 1933 р.

## Життєпис
Народився 20 травня (1 червня) 1892 року в родині робітника-штукатура, батько походив із селян. У 1903 році закінчив однокласне церковнопарафіяльне училище в місті Києві. У квітні 1904 — квітні 1907 р. — учень продавця в книжковому магазині Губанова у Києві. У травні 1907 — грудні 1912 р. — складач друкарні штабу Київського військового округу та друкарні Кульженка. У 1912 році перебував сім місяців у Лук'янівській в'язниці Києва за революційну діяльність.
Член РСДРП(б) з 1912 року.
У січні — липні 1913 р. — складач друкарні Тер-Абраміана в місті Ростові-на-Дону. За революційну діяльність відсидів два місяці у в'язниці Ростова, після чого був засланий на три роки під гласний нагляд поліції до Полтави. У серпні 1913 — січні 1914 року — складач приватних друкарень Полтави та Харкова. З початку 1914 до кінця лютого 1915 року нелегально проживав у Києві, працював у підпіллі. Заарештований, відсидів п'ять місяців у в'язниці Києва та знову висланий до Полтави. У серпні 1915 — вересні 1916 р. — складач приватної друкарні в місті Полтаві. У вересні 1916 року заарештований, місяць перебував у в'язниці Полтави, потім висланий на адміністративне заслання в Саратовську губернію. У жовтні 1916 — червні 1917 р. — складач приватної друкарні в місті Саратові. У липні 1917 року повернувся до Полтави.
У липні 1917 — березні 1918 р. — голова Спілки друкарів та заступник голови Центрального бюро профспілок міста Полтави, член виконавчого комітету Полтавської ради робітничих депутатів. У січні 1918 року був членом більшовицького Полтавського військово-революційного комітету та головою Полтавської ради робітничих депутатів.
У липні — грудні 1918 р. — завідувач підпільної друкарні Київського обласного комітету РСДРП(б) у Києві. У листопаді 1918 року заарештований українською владою і ув'язнений у Лук'янівській в'язниці Києва, де просидів півтора місяця.
У січні — липні 1919 р. — заступник голови і завідувач відділу управління Полтавського губернського виконавчого комітету. У серпні — вересні 1919 р. — особливоуповноважений Київського губернського комітету КП(б)У в місті Чернігові. У жовтні — грудні 1919 р. — завідувач фронтового бюро в Конотопі і Новгород-Сіверському. Одночасно очолював Полтавський губернський революційний комітет.
У січні 1920 — листопаді 1921 р. — заступник голови і завідувач відділу управління Полтавського губернського виконавчого комітету, завідувач відділу управління Київського губернського виконавчого комітету. У грудні 1921 — вересні 1922 р. — член Київської губернської контрольної комісії КП(б)У, відповідальний секретар Київської губернської контрольної комісії КП(б)У.
У жовтні 1922 — квітні 1924 р. — директор Київського поліграфічного тресту «Київський друк». У травні 1924 — листопаді 1928 р. — завідувач Київського окружного відділу комунального господарства. У грудні 1928 — грудні 1929 р. — голова Київської окружної ради професійних спілок.
У січні — липні 1930 р. — відповідальний секретар Маріупольського окружного комітету КП(б)У. У серпні — грудні 1930 р. — директор управління Катерининської залізниці в місті Дніпропетровську.
У січні — 4 грудня 1931 р. — заступник голови Центральної контрольної комісії КП(б)У — заступник народного комісара Робітничо-селянської інспекції Української СРР в місті Харкові.
30 листопада 1931 — 28 січня 1932 р. — секретар ЦК КП(б)У з постачання.
У лютому — вересні 1932 р. — 1-й секретар Вінницького обласного комітету КП(б)У.
11 жовтня 1932 — 13 травня 1933 р. — голова виконавчого комітету Дніпропетровської обласної ради.
У червні 1933 — червні 1934 р. — 1-й секретар Харківського міського комітету КП(б)У.
У червні 1934 — 29 липня 1935 р. — 1-й секретар Київського міського комітету КП(б)У.
28 липня 1935 — жовтні 1936 р. — народний комісар місцевої промисловості Української СРР. У жовтні 1936 — липні 1937 р. — народний комісар легкої промисловості Української СРР.
Заарештований 2 липня 1937. Розстріляний 2 вересні 1937 року. Реабілітований в 1956 році. Причетний до організації в Україні Голодомору 1932—1933 років.